# Bastian Sick

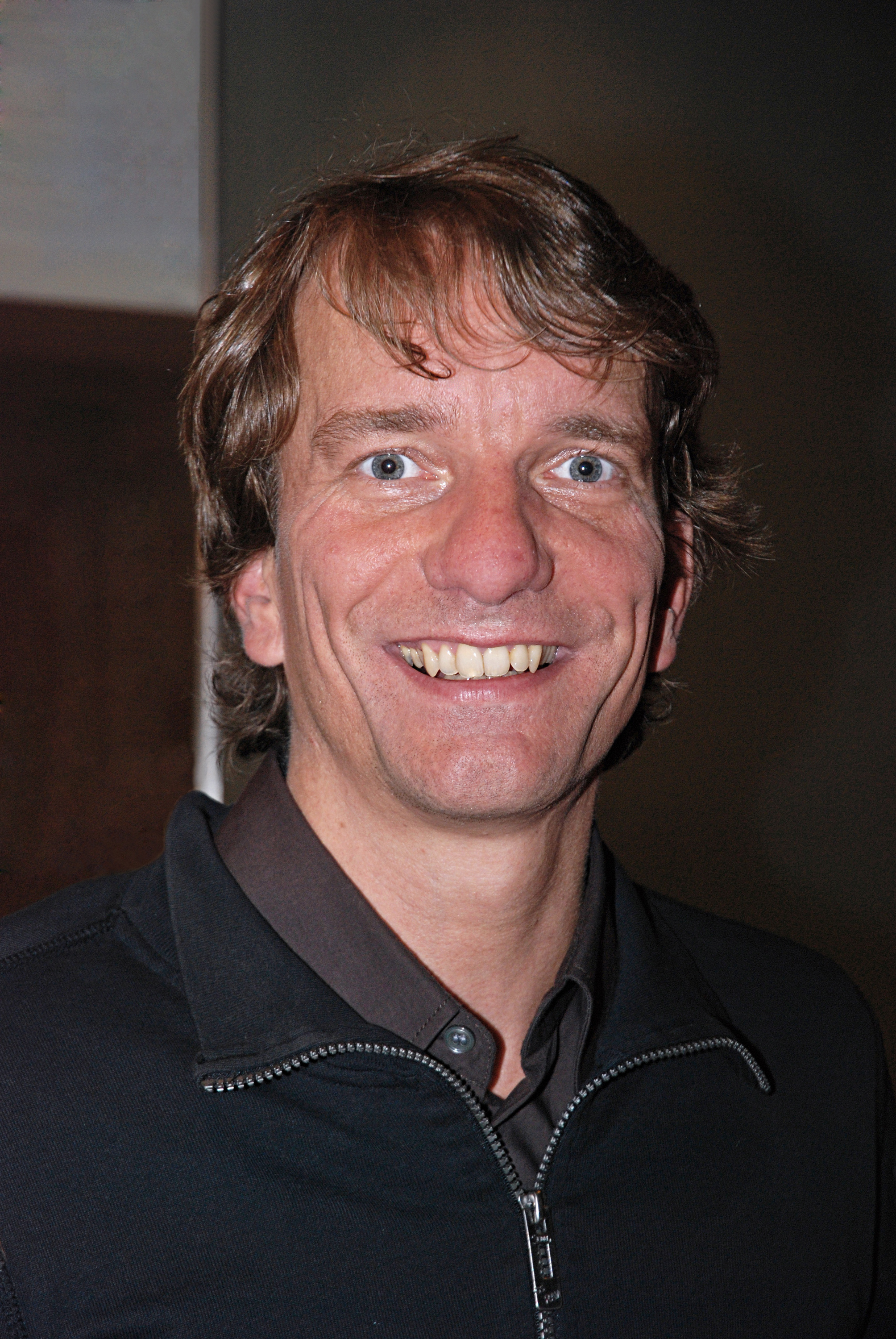
Bastian Sick

Bastian Sick (Lübeck, 17 juli 1965) is een Duits journalist, lector bij een uitgeverij, vertaler en auteur. Sinds 1995 werkt Sick voor Der Spiegel, waar hij vanaf 1999 werkt als redactielid van Spiegel Online. Sick is bekend geworden als auteur van het boek Der Dativ ist dem Genitiv sein Tod. Zijn boeken zijn gebaseerd op de columns onder de noemer Zwiebelfisch die hij sinds 2003 voor Spiegel Online schrijft. Sinds 2005 is Sick erelid van de Verein Deutsche Sprache.

## Leraar van het volk
Door het succes van zijn boeken staat Sick in Duitsland en andere Duitstalige gebieden inmiddels bekend als 'de nationale leraar Duits'. Zijn boeken en columns worden ook in het Duitse onderwijs gebruikt. In de deelstaat Saarland is Der Dativ ist dem Genitiv sein Tod sinds 2005 opgenomen als verplichte literatuur voor het eindexamen Duits.
Op 13 maart 2006 hield Sick samen met anderen voor 15.000 mensen die größte Deutschstunde der Welt (de grootste les Duits ter wereld). Bastian Sick is homoseksueel.

## Boeken
- Der Dativ ist dem Genitiv sein Tod. Ein Wegweiser durch den Irrgarten der deutschen Sprache. Kiepenheuer und Witsch, Keulen 2004.
- Der Dativ ist dem Genitiv sein Tod. Folge 2. Neues aus dem Irrgarten der deutschen Sprache. Kiepenheuer und Witsch, Keulen 2005.
- Der Dativ ist dem Genitiv sein Tod. Folge 3. Noch mehr aus dem Irrgarten der deutschen Sprache. Kiepenheuer und Witsch, Keulen 2006.
- Happy Aua. Ein Bilderbuch aus dem Irrgarten der deutschen Sprache. Kiepenheuer und Witsch, Keulen 2007.